# شهرستان سکواچی (تنسی)
شهرستان سکواچی، تنسی (به انگلیسی: Sequatchie County, Tennessee) یک سکونتگاه مسکونی در ایالات متحده آمریکا است که در تنسی واقع شده‌است.

## خصوصیات
شهرستان سکواچی ۶۸۹ کیلومترمربع مساحت دارد.